# دولار روبرت كينيدي الفضي
دولار روبرت كينيدي الفضي هي عملة 1 دولار تذكارية أصدرتها دار سك العملة الأمريكية في عام 1998. في الذكرى الثلاثين لاغتيال روبرت كينيدي في لوس أنجلوس، كاليفورنيا.

## التشريع
سمح القانون قانون عام. 103–328 في 29 سبتمبر 1994 بإصدار دولار روبرت ف. كينيدي الفضى لإحياء ذكرى حياة وعمل كينيدي، المدعي العام السابق للولايات المتحدة وعضو مجلس الشيوخ عن نيويورك والمرشح الرئاسي، سمح القانون بسك عملات معدنية خاصة وغير متداولة من التصميم.

## التصميم
على وجه العملة صورة روبرت إف كينيدي وهي للمصمم توماس دي روجرز. على الظهر الذي صممه جيمس بيد ختم وزارة العدل وختم مجلس الشيوخ الأمريكي، وهما مؤسستين عمل فيهما روبرت كينيدي بالإضافة إلى كلمة العدالة واسم الدولة، الولايات المتحدة الأمريكية، والقيمة الاسمية للعملة، دولار واحد.

## الإصدار
أجاز القانون إصدار بحد أقصى 500,000 من هذا التصميم. أصدرت العملة في دار سك العملة بسان فرانسيسكو وطرحت للبيع من 2 يناير حتى 31 ديسمبر 1998.
أنتجت 106,422 قياسية و99.020 قطعة خاصة، أي ما مجموعه 205.442 قطعة.
تباع القطعة القياسية ب 32 دولار و37 للقطعة الخاصة. أعطيت جزء عائدات البيع لمنظمة روبرت إف كينيدي التذكارية غير الربحية ومقرها واشنطن.